# Almenrausch und Edelweiß (1927)
Almenrausch und Edelweiß ist ein 1927 entstandenes, stummes, deutsches Heimatfilmdrama von Franz Seitz senior mit Walter Slezak, Fritz Kampers, Charlotte Susa und Leo Peukert in den Hauptrollen.

## Handlung
Irgendwo in den Alpen: Mentel, der stramme Sohn des Bühelhofbauern, lässt sich vom schurkischen Kriegelhofer-Quasi, dem Anführer einer Schmuggler- und Wildereibande, zur Wilderei verleiten. Mentel liebt die hübsche Evi, eine im Dienst seines Vaters stehende Sennerin auf dem Hof, doch darf der Vater nichts davon wissen, denn für diesen ist die kleine arme Sennerin „nicht gut genug“. Kordel, die Tochter des seit einem Schlaganfall gelähmten Ledermüller, erfährt von Quasis finsteren Absichten. Sie selbst hat auch schon so ihre Erfahrungen mit diesem durchtrieben-ruppigen Gesellen gemacht, denn der hatte sie, mit Einverständnis der zweiten Gattin Ledermüllers, bereits verführt, in der Hoffnung, so eines Tages in den Besitz der Ledermühle zu kommen. Als Kordel nun erfährt, was Quasi bezüglich Mentel vorhat, informiert sie die für Schmuggel und Wilderei zuständige Grenzwacht. Daraufhin kommt es zu einer gefährlichen Begegnung zwischen den Bergschurken und der Staatsmacht, Schießerei inklusive.
Auf der Flucht vor den Grenzern sticht Quasi den mit ihm verfeindeten Jäger Gaberl nieder, wird aber selbst angeschossen. Mentel liegt zur selben Zeit im Unterholz, das Gewehr im Anschlag, um einen kapitalen Hirsch zu erlegen. Nur mit Mühe entgeht er seiner eigenen Verhaftung. Am folgenden Morgen betritt er die gute Stube seiner Eltern, wo ihn sogleich der ortsansässige Gendarmeriekommandant verhaften will. Jäger Gaberl hat nämlich Mentel beschuldigt, derjenige gewesen zu sein, der ihn in der Dämmerung niedergestochen und lebensgefährlich verletzt hat. Mentel wird daraufhin in Untersuchungshaft genommen. Währenddessen hat sich die Schussverletzung Quasis extrem verschlimmert. Im Sterben liegend, gesteht er die Tat an Gaberl. Mentel wird daraufhin wieder freigelassen und kann seine Evi in die Arme nehmen. Die eilt sogleich zum Bühelhofbauer und verbreitet die frohe Kunde. Nun hat der knorrige Alte keine Einwände mehr gegen eine Vermählung seines Sohnes mit der feschen Sennerin.

## Produktionsnotizen
Almenrausch und Edelweiß entstand im August/September 1927 mit den Innenaufnahmen in München-Geiselgasteig, passierte die Filmzensur am 14. März 1928 und wurde 15 Tage später in der Schauburg uraufgeführt. Der Sechsakter besaß eine Länge von 2022 Metern und wurde für die Jugend freigegeben.
Die Filmbauten gestaltete Kurt Dürnhöfer.

## Kritiken
Im Kino-Journal heißt es: „Ein hübscher Hochlandsfilm, der uns die Konflikte der Grenzbewohner aufdeckt. (…) Sehr wirkungsvolle Naturszenerien verleihen der Dorfgeschichte einen stimmungsvollen Hintergrund.“
Die Linzer Tages-Post lobte: „Herrliche Landschaftsbilder, echte Volkstypen aus dem Bauern-, Wilderer- und Jägerleben kommen dabei ins Bild und die Poesie der Almhütte findet hier wieder einmal ihren beredten, realistischen Ausdruck.“